# لشکر ۳۳ پیاده (ایالات متحده آمریکا)
لشکر ۳۳ پیاده (انگلیسی: 33rd Infantry Division) لشکر پیاده‌نظام نیروی زمینی ایالات متحده آمریکا است، که در سال ۱۹۱۷ تأسیس شد و در سال ۱۹۶۸ منحل گردید.
لشکر ۳۳ پیاده تشکیلاتی از گارد ملی ارتش ایالات متحده بین سال‌های ۱۹۱۷ تا ۱۹۶۸ بود. این لشکر که در ابتدا برای خدمت در طول جنگ جهانی اول تشکیل شده بود، در طول نبرد آمیان، نبرد هامل، حمله میوز-آرگون، در نبرد دوم سم و در نبرد سن-میهیل در امتداد جبهه غربی جنگید. این لشکر در دوره بین دو جنگ مجدداً تشکیل شد و سپس در طول جنگ جهانی دوم برای خدمت فعال شد و شاهد عملیات علیه ارتش امپراتوری ژاپن در اقیانوس آرام بود. در دوران پس از جنگ، این لشکر به عنوان یک لشکر گارد ملی ایلینوی بازسازی شد. در اواخر دهه ۱۹۶۰، این لشکر به یک تشکیلات در حد تیپ کاهش یافت و یگان‌های آن در حال حاضر توسط تیم رزمی تیپ ۳۳ پیاده نظام تداوم می‌یابد.